# Tegovište
Tegovište (en serbe cyrillique : Теговиште) est un village de Serbie situé dans la municipalité de Vladičin Han, district de Pčinja. Au recensement de 2011, il comptait 131 habitants.

## Démographie
| 1948 | 1953 | 1961 | 1971 | 1981 | 1991 | 2002 | 2011 |
| ---- | ---- | ---- | ---- | ---- | ---- | ---- | ---- |
| 387  | 381  | 368  | 295  | 257  | 222  | 183  | 131  |

|  |